# Norman Rule
Norman Rule (ur. 28 stycznia 1928 w Adelaide) – australijski strzelec, olimpijczyk.
Trzykrotny uczestnik igrzysk olimpijskich (IO 1956, IO 1960, IO 1964). Specjalizował się w karabinie małokalibrowym. Najwyższe miejsca zajmował w strzelaniu z karabinu małokalibrowego leżąc z 50 metrów, w którym dwukrotnie zajmował 22. miejsce (1956, 1964). W strzelaniu w trzech postawach najwyższe miejsce osiągnął w Melbourne, gdy uplasował się na 34. pozycji.
Od lat 70. uprawiał tenis stołowy (był aktywny w tej dziedzinie jeszcze po 2010 roku). Jego żona Gwen także była strzelczynią, prawdopodobnie zajęła 4. miejsce w trapie na Mistrzostwach Australii i Oceanii 1991.

## Wyniki olimpijskie
| Igrzyska | Konkurencja                               | Wynik                          | Miejsce | Źródło |
| -------- | ----------------------------------------- | ------------------------------ | ------- | ------ |
| IO 1956  | Karabin małokalibrowy, trzy postawy, 50 m | 1114 pkt. (393-382-339)        | 34      | [ 2 ]  |
| IO 1956  | Karabin małokalibrowy leżąc, 50 m         | 594 pkt. (99-99-99-99-98-100)  | 22      | [ 3 ]  |
| IO 1960  | Karabin małokalibrowy, trzy postawy, 50 m | 1095 pkt. (386-366-343)        | 45      | [ 4 ]  |
| IO 1960  | Karabin małokalibrowy leżąc, 50 m         | 569 pkt. (92-94-95-94-95-99)   | 47      | [ 5 ]  |
| IO 1964  | Karabin małokalibrowy leżąc, 50 m         | 590 pkt. (97-98-98-100-100-97) | 22      | [ 6 ]  |